# Sweeney Ranch
Sweeney Ranch és una concentració de població designada pel cens dels Estats Units a l'estat de Wyoming. Segons el cens del 2000 tenia 17 habitants.

## Demografia
Segons el cens del 2000, Sweeney Ranch tenia 17 habitants, 6 habitatges, i 4 famílies. La densitat de població era de 0,8 habitants/km².
Dels 6 habitatges en un 33,3% hi vivien nens de menys de 18 anys, en un 66,7% hi vivien parelles casades, en un 16,7% dones solteres, i en un 16,7% no eren unitats familiars. En el 16,7% dels habitatges hi vivien persones soles el 16,7% de les quals corresponia a persones de 65 anys o més que vivien soles. El nombre mitjà de persones vivint en cada habitatge era de 2,83 i el nombre mitjà de persones que vivien en cada família era de 3,2.
Per edats la població es repartia de la següent manera: un 17,6% tenia menys de 18 anys, un 17,6% entre 18 i 24, un 11,8% entre 25 i 44, un 52,9% de 45 a 60 i un 0% 65 anys o més.
L'edat mediana era de 46 anys. Per cada 100 dones de 18 o més anys hi havia 100 homes.
La renda mediana per habitatge era de 31.250 $ i la renda mediana per família de 0 $. Els homes tenien una renda mediana de 31.250 $ mentre que les dones 0 $. La renda per capita de la població era de 31.000 $. Cap de les famílies estaven per davall del llindar de pobresa.

## Poblacions més properes
El següent diagrama mostra les poblacions més properes.